# Kacujuki Kavači
Kacujuki Kavači (japonsko 河内 勝幸), japonski nogometaš, 27. april 1955.
Za japonsko reprezentanco je odigral tri uradne tekme.